# Doug Boyle
Doug Boyle (ur. 6 września 1962 w Buckhurst Hill) – brytyjski gitarzysta, najlepiej znany z pracy w późniejszych wcieleniach progresywnego zespołu rockowego Caravan.

## Życiorys
W latach 1987–1992 grał w zespole Roberta Planta, w latach 1994–1996 z Nigelem Kennedym, a od roku 1996 w zespole Caravan.